# VII Photo Agency

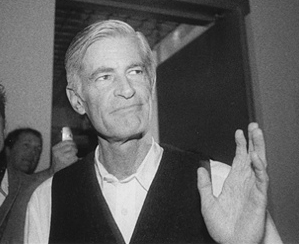
James Nachtwey, jeden ze zakladatelů společnosti

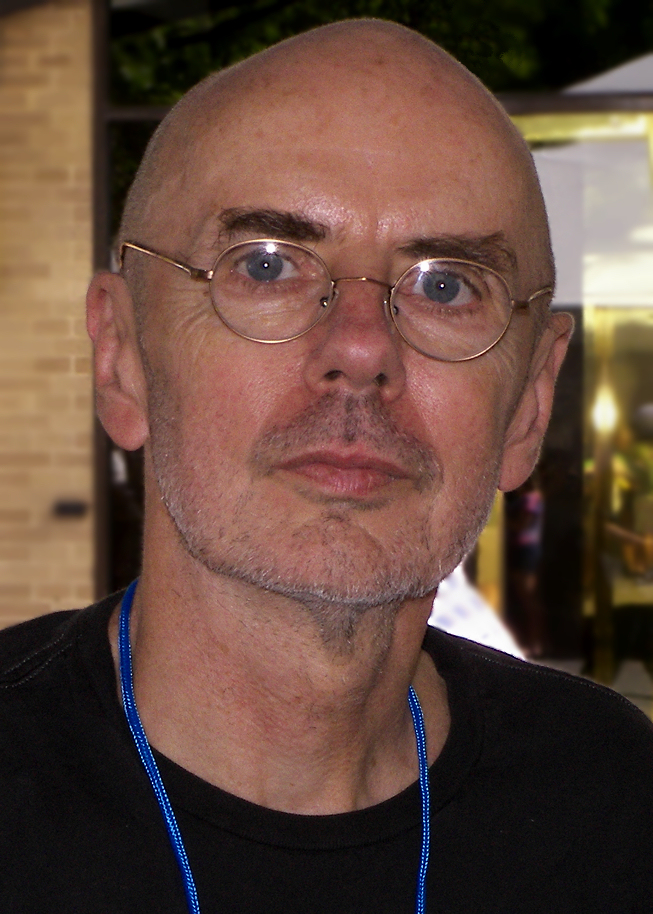
Eugene Richards, 2010, člen

VII Photo Agency, Fotografická agentura Sedm nebo krátce VII (vyslovuje se Seven nebo česky Sedm, francouzsky Agence VII) je fotografická agentura s pobočkami v New Yorku, Los Angeles a Paříži. Byla založena sedmi významnými fotoreportéry (odtud její název) 9. září 2001.

## Členové

### Zakladatelé společnosti
- Alexandra Boulat
- Ron Haviv
- Nick Knight
- Antonín Kratochvíl
- Christopher Morris
- James Nachtwey
- John Steinmeyer